# Veronica bullii
Veronica bullii är en grobladsväxtart som först beskrevs av Amos Eaton, och fick sitt nu gällande namn av M.M.Mart.Ort. och Albach. Veronica bullii ingår i släktet veronikor, och familjen grobladsväxter. Inga underarter finns listade i Catalogue of Life.

## Bildgalleri

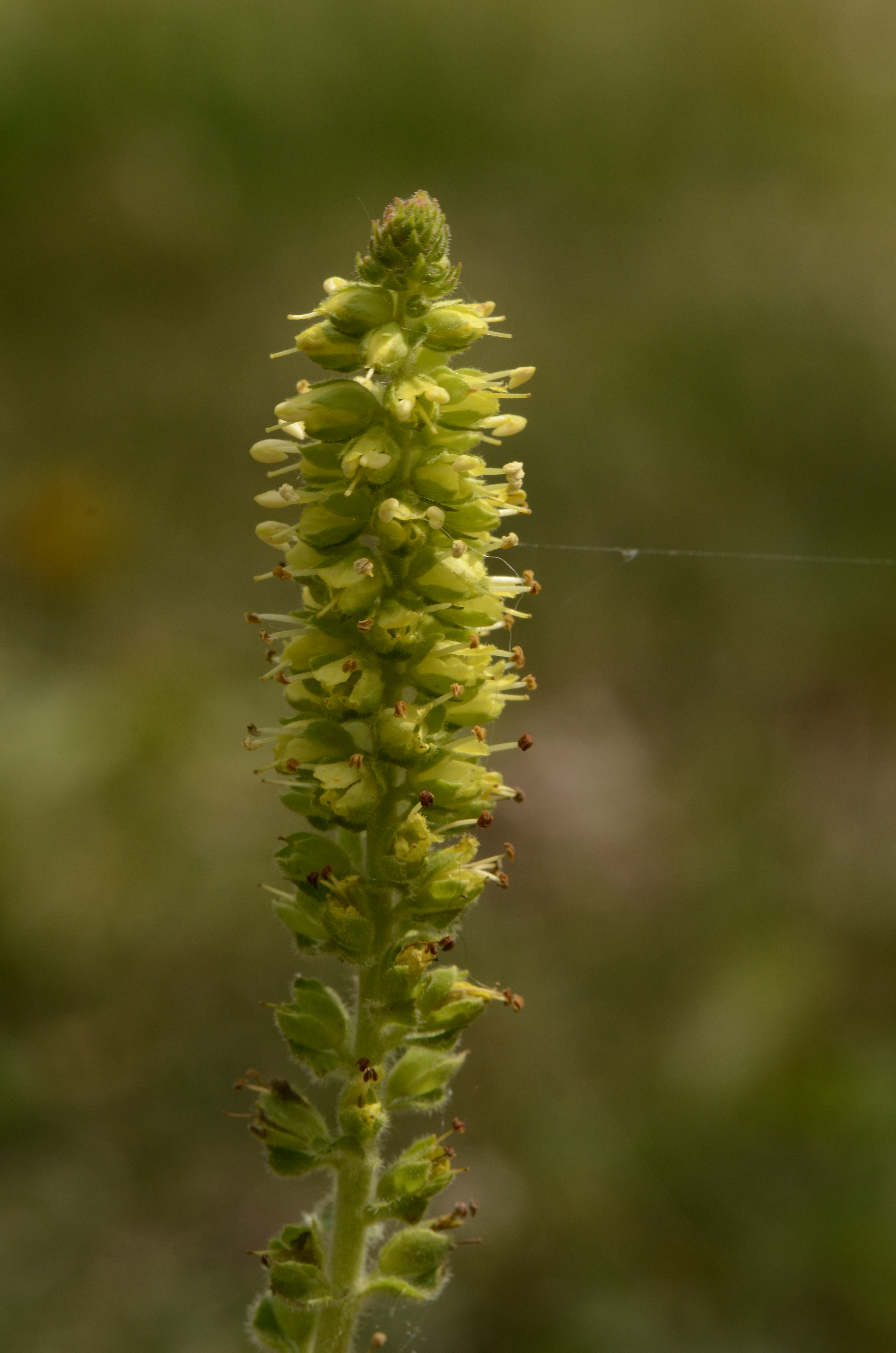